# Kawai
Kawai Musical Instruments Manufacturing Co. Ltd. (яп. 株式会社河合楽器製作所 кабусікі-ґайся каваї ґаккі сейсакусьо, укр. «Акціонерне товариство — Майстерня музичних інструментів Каваї») — японське підприємство, що спеціалізується на виготовлені клавішних, як акустичних так і електронних, а також синтезаторів.
Головне управління знаходиться у місті Хамамацу. Заснована 9 вересня 1927.